# Al-Ahly SC Bengasi
|  | Aquest article tracta sobre el club de futbol de Bengasi (Líbia). Vegeu-ne altres significats a «Al-Ahly». |

L'Al-Ahly SC Bengasi (àrab: الأهلي بنغازي, al-Ahlī Binḡāzī) és un club de futbol libi de la ciutat de Bengasi. Al-Ahly significa «Nacional».

## Història
El club va ser fundat l'any 1950. El seu primer president fou Mohammed Bashir Al-Mogherbi. Les arrels del club estan en el partit polític anomenat societat Omar al Mukhtar.

## Palmarès
- Lliga líbia de futbol:[1]
  - 1970, 1972, 1975, 1992
- Copa líbia de futbol:[2]
  - 1986, 1988, 1991, 1996